# فرودگاه ولکان/کرککالدی
فرودگاه ولکان/کرککالدی (به انگلیسی: Vulcan/Kirkcaldy Aerodrome) یک فرودگاه خصوصی است که یک باند فرود آسفالت دارد. این فرودگاه در کشور کانادا قرار دارد .